# Gran Premio Pretola
Il Gran Premio Pretola è una corsa in linea maschile di ciclismo su strada. Si disputa a Pretola, frazione del comune di Perugia, in Italia.

## Storia
Iniziata nel 1952, si è sempre svolto agli inizi di ottobre, ma nel 2008 è stato spostato agli inizi di marzo. È organizzato dall'Associazione sportiva dilettantistica Tevere. Fino al 2012 è sempre stato riservato alla categoria Elite/Under23, e dal 1997 al 2012 ha fatto parte del calendario nazionale della Federazione Ciclistica Italiana. Dal 2013 il Gran Premio è stato riservato alla categoria juniores, nel 2014, 2015, 2016, 2020 non è stato disputato, nel 2021 riservato alla categoria allievi con arrivo a S.Egidio, dal 2022 torna per Elite/Under23, nel 2023 mista Elite/Under23/Juniores, dal 2024 torna juniores.

## Albo d'oro
Aggiornato all'edizione 2025.
| Anno | Vincitore                            | Secondo                              | Terzo                         |  |
| ---- | ------------------------------------ | ------------------------------------ | ----------------------------- |  |
| 1952 | Fernando Nardelli                    | Romano Mazzoni                       | Alvaro Faggiani               |  |
| 1953 | Loriano Sgherri                      | Fernando Desideri                    | Giorgio Lisi                  |  |
| 1954 | Noè Conti                            | Pierino Gattoni                      | Marcello Perugi               |  |
| 1955 | Marcello Chiti                       | Ardelio Trapé                        | Walter Mancini                |  |
| 1956 | Bruno Mealli                         | Enrico Paoletti                      | Nello Velucchi                |  |
| 1957 | Renzo Salvatori                      | Ennio Marazzotti                     | Eros Foianesi                 |  |
| 1958 | Livio Trapè                          | Pietro Susta                         | Enzo Cerbini                  |  |
| 1959 | Amico Ippoliti                       | Livio Trapè                          | Carlo Brugnami                |  |
| 1960 | Sergio Alzani                        | Gian Carlo Ceppi                     | Giuseppe Porti                |  |
| 1961 | Alfredo Marocchi                     | Daniele Cecchetti                    | Omero Meco                    |  |
| 1962 | Fabio Brugnami                       | Omero Meco                           | Maurizio Meschini             |  |
| 1963 | Giorgio Brigliadori                  | Marco Manzari                        | Marcello Mugnaini             |  |
| 1964 | Costanzo Pierini                     | Lauro Sforzini                       | Amedeo Gattafoni              |  |
| 1965 | Gianfranco Gallon                    | Silvano Consolati                    | Mario Anni                    |  |
| 1966 | Francesco Menghi                     | Giancarlo Massari                    | Sergio Tendola                |  |
| 1967 | Enrico Paolini                       | Ciro Serini                          | Antonio Marzoli               |  |
| 1968 | Adriano Fussi                        | Carlo Maccagnani                     | Quinto Ciccarelli             |  |
| 1969 | Nicola Siracusa                      | Luciano Frezza                       | Raffaele Pisacane             |  |
| 1970 | Ermanno Damiani                      | Vilson Longarini                     | Marcello Soldi                |  |
| 1971 | Lamberto Franchini                   | Giuseppe Pace                        | Remo Boccolacci               |  |
| 1972 | Vittore Faggioni                     | Paolo Cardinali                      | Oscar Martelli                |  |
| 1973 | Remo Boccolacci                      | Paolo Cardinali                      | Mauro Colarieti               |  |
| 1974 | Vilson Longarini                     | Luigi Carosi                         | Alfio Vandi                   |  |
| 1975 | Maurizio Ciani                       | Carlo Burini                         | Marco Merloni                 |  |
| 1976 | Moreno Mandriani                     | Moreno Iacomelli                     | Stefano Alderighi             |  |
| 1977 | Eros Pittavini                       | Walter Comodi                        | Nando Calvaresi               |  |
| 1978 | Luciano Biagiotti                    | Moreno Bilancini                     | Maurizio Serafini             |  |
| 1979 | Michele Rosi                         | Stefano Massini                      | Pierangelo Boldrini           |  |
| 1980 | Angelo Giordano                      | Gian Carlo Baldoni                   | Paolo Matteo                  |  |
| 1981 | Claudio Madiai                       | Danilo Bartolini                     | Paolo Governatori             |  |
| 1982 | Francesco Cesarini                   | Quinto Menci                         | Massimo Liverani              |  |
| 1983 | Federico Longo                       | Angelo Castelli                      | Enrico Pochini                |  |
| 1984 | Claudio Tordini                      | Carlo Socciarelli                    | Andrea Bartoli                |  |
| 1985 | Roberto Ciampi                       | Alessio Di Basco                     | Roberto Tinarelli             |  |
| 1986 | Salvatore Caruso                     | Morten Sather                        | Michele Coppolillo            |  |
| 1987 | Salvatore Caruso                     | Morten Sather                        | William Dazzani               |  |
| 1988 | Sergio Spagliccia                    | Mario Panichi                        | Michele Coppolillo            |  |
| 1989 | Oscar Consolati                      | Renzo Simi                           | Alberto Puerini               |  |
| 1990 | Angelo Menghini                      | Luca Brugnami                        | Mauro Bettin                  |  |
| 1991 | Ivan Vincareti                       | Renzo Simi                           | Maurizio Nuzzi                |  |
| 1992 | Paolo Lanfranchi                     | Alessandro Bertolini                 | Paolo Valoti                  |  |
| 1993 | Gianluca Brugnami & Davide Dall'Olio | Gianluca Brugnami & Davide Dall'Olio | Mauro Sandroni                |  |
| 1994 | Luca Prada                           | Claudio Camin                        | Diego Ferrari                 |  |
| 1995 | Cristiano Andreani                   | Devis Zavatta                        | Juri Recanati                 |  |
| 1996 | Dimitri Pavi Degl'Innocenti          | Simone Gobbini                       | Mirco Zambini                 |  |
| 1997 | Simone Cheli                         | Guglielmo De Nobile                  | Gian Luca Nicolé              |  |
| 1998 | Serghei Baradolin                    | Massimiliano Martini                 | Massimiliano Giuliani         |  |
| 1999 | Sławomir Kohut                       | Luca Barattero                       | Eliseo Dal Re                 |  |
| 2000 | Roberto Lotti                        | Matteo Gigli                         | Dmitrij Gajnetdinov           |  |
| 2001 | Domenico Passuello                   | Matteo Gigli                         | Serhij Advjejev               |  |
| 2002 | Davide Silvestri                     | Francesco Bellotti                   | Massimiliano Martella         |  |
| 2003 | Pasquale Muto                        | Roman Radčenko                       | Dmitrij Nikandrov             |  |
| 2004 | Andrėj Kunicki                       | Branislaŭ Samojlaŭ                   | Luigi Sestili                 |  |
| 2005 | Diego Genovesi                       | Branislaŭ Samojlaŭ                   | Simone Bruson                 |  |
| 2006 | Stefano Usai                         | Anton Knjažev                        | Jaŭhen Sobal                  |  |
| 2007 | Fabio Taborre                        | Federico Canuti                      | Ermanno Capelli               |  |
| 2008 | Leonardo Pinizzotto                  | Alessandro Raisoni                   | Luca Fioretti                 |  |
| 2009 | Davide Appollonio                    | Paolo Ciavatta                       | Diego Ulissi                  |  |
| 2010 | Enrico Mantovani                     | Kristian Sbaragli                    | Maksym Averin                 |  |
| 2011 | Antonino Parrinello                  | Salvatore Puccio                     | Aleksandr Serebrjakov         |  |
| 2012 | Dúber Quintero                       | Kristian Sbaragli                    | Eugenio Bani                  |  |
| 2013 | Daniel Marcellusi                    | Manuel Pesci                         | Giacomo Giuliani              |  |
| 2017 | Gabriele Benedetti                   | Mattia Petrucci                      | Filippo Zana                  |  |
| 2018 | Gabriele Greco                       | Nicolò Pencedano                     | Francesco Parravano           |  |
| 2019 | Filippo Dignani                      | Gabriele Del Corso                   | Mattia Casadei                |  |
| 2021 | Samuele Scappini                     | Tommaso Bambagioni                   | Samuele Privitera             |  |
| 2022 | Tommaso Nencini                      | Lorenzo Quartucci                    | Francesco Pirro               |  |
| 2023 | Pietro Di Genova                     | Tommaso Bambagioni                   | Leonardo Consolidani          |  |
| 2024 | Luca Attolini                        | Nathanael Burns                      | Federico Cozzani              |  |
| 2025 | Josè Said Cisneros Diaz de Leon      | Tommaso Tasca                        | Daniel Santiago Moreno Garcia |  |